# Синявець крушиновий
Синявець крушиновий (Celastrina argiolus) — вид денних метеликів родини синявцевих (Lycaenidae).

## Поширення
Вид поширений по всій Європі, в Північній Африці, більшій частині Азії та у Північній Америці.
В Україні синявець крушиновий поширений на всій території.

## Опис
Тіло завдовжки до 16 мм, розмах крил до 25 мм, довжина переднього крила 12-16 мм. Верх світлий, синьо-фіолетовий з вузькою чорною облямівкою у самця і широкою — у самиці. Облямівка особливо широка на передніх крилах метеликів літнього покоління. Низ блакитний з чітко помітними подовженими чорними плямами.

## Спосіб життя
Метелики літають в квітні-вересні. Їх можна спостерігати у світлих лісах, на живоплотах, в парках і садах. Гусениці на початку і в кінці літа мешкають на різних рослинах: навесні, як правило, на падубах, восени — на плющі і деяких чагарниках. За рік синявець крушиновий дає дві генерації: навесні і в середині літа. Восени гусінь паразитує у гніздах мурах Lasius niger, Lasius alienus, Lasius fuliginosus, Camponotus japonicus, Camponotus nearcticus, Formica subsericea, Formica truncorum, Myrmica sp.. Зимує лялечка.